# Mills County (Iowa)
Das Mills County ist ein County im US-Bundesstaat Iowa. Bei der Volkszählung im Jahr 2020 hatte das County 14.484 Einwohner und eine Bevölkerungsdichte von 12,8 Einwohnern pro Quadratkilometer. Der Verwaltungssitz (County Seat) ist Glenwood.
Das Mills County ist Bestandteil der Metropolregion Omaha-Council Bluffs.

## Geographie
Das County liegt im Südwesten von Iowa am Ostufer des Missouri River, der die Grenze zu Nebraska bildet. Dort mündet am gegenüberliegenden Ufer mit dem Platte River einer seiner größten Nebenflüsse in den Missouri. Etwa 40 km südlich des Mills County liegt die Grenze zum Bundesstaat Missouri. Das Mills County hat eine Fläche von 1.139 Quadratkilometern, wovon acht Quadratkilometer Wasserfläche sind. Es grenzt an folgende Nachbarcountys:
|                         | Pottawattamie County |                   |
| Sarpy County (Nebraska) |                      | Montgomery County |
| Cass County (Nebraska)  | Fremont County       | Page County       |

## Geschichte

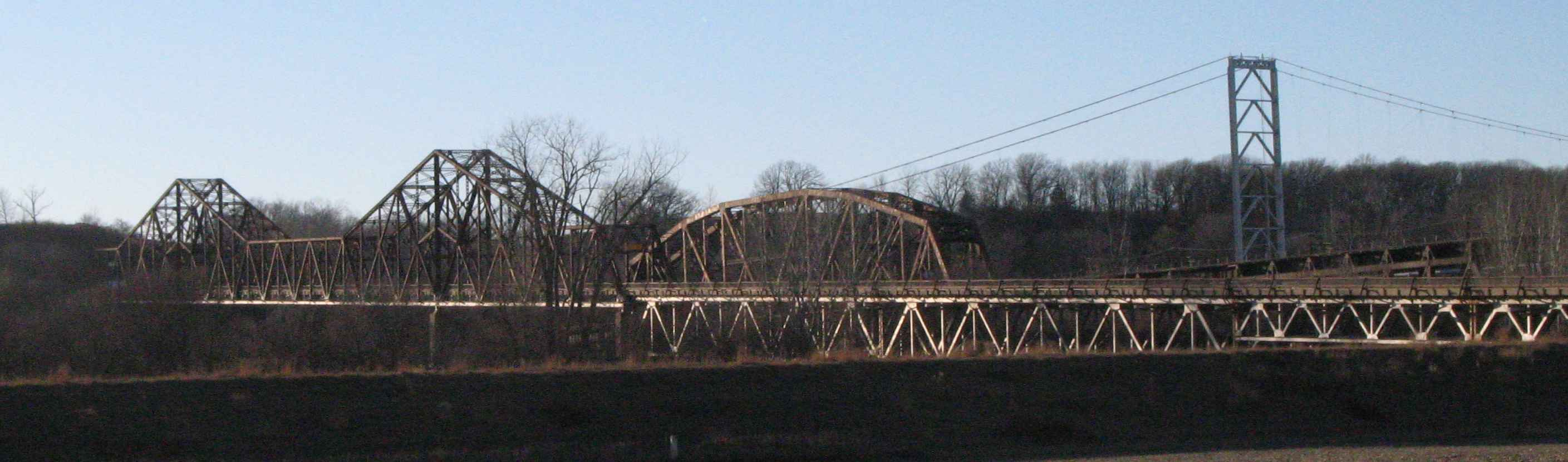
Die Plattsmouth Bridge über den Missouri, seit 1993 im NRHP gelistet

Die erste Siedlung von Weißen wurde 1846 von Mormonen gegründet und Rushville genannt. Nachdem der Ort zunächst in Coonsville umbenannt wurde, bekam er 1853 den heutigen Namen Glenwood.
Das Mills County wurde 1851 aus ehemaligen Teilen des Pottawattamie County gebildet. Benannt wurde es nach Major Frederick Mills, einem jungen Offizier aus Burlington, Iowa, der 1847 im Mexikanisch-Amerikanischen Krieg fiel.
Das erste Gerichts- und Verwaltungsgebäude war ein 6 m mal 3,5 m großes Gebäude, das 1857 einem neuen zweistöckigen Haus Platz machte. Im Jahr 1900 wurde das Gebäude erweitert, 1910 folgte ein Uhrturm. 1959 wurde ein neues Courthouse errichtet, das auch heute noch diese Funktion erfüllt.
Im Mills County liegt eine National Historic Landmark, die Davis Oriole Earthlodge Site. 4 weitere Bauwerke und Stätten des Countys sind im National Register of Historic Places eingetragen.

## Demografische Daten
Nach der Volkszählung im Jahr 2010 lebten im Mills County 15.059 Menschen in 5.406 Haushalten. Die Bevölkerungsdichte betrug 13,3 Einwohner pro Quadratkilometer.
Ethnisch betrachtet setzte sich die Bevölkerung zusammen aus 97,2 Prozent Weißen, 0,4 Prozent Afroamerikanern, 0,3 Prozent amerikanischen Ureinwohnern, 0,4 Prozent Asiaten sowie aus anderen ethnischen Gruppen; 1,1 Prozent stammten von zwei oder mehr Ethnien ab. Unabhängig von der ethnischen Zugehörigkeit waren 2,4 Prozent der Bevölkerung spanischer oder lateinamerikanischer Abstammung.
In den 5.406 Haushalten lebten statistisch je 2,55 Personen.
25,4 Prozent der Bevölkerung waren unter 18 Jahre alt, 61,2 Prozent waren zwischen 18 und 64 und 13,4 Prozent waren 65 Jahre oder älter. 49,7 Prozent der Bevölkerung war weiblich.

Das jährliche Durchschnittseinkommen eines Haushalts lag bei 54.646 USD. Das Prokopfeinkommen betrug 24.554 USD. 9,1 Prozent der Einwohner lebten unterhalb der Armutsgrenze.

## Orte im Mills County
Citys
| - Emerson - Glenwood - Hastings - Henderson | - Malvern - Pacific Junction - Silver City - Tabor1 |

Unincorporated Communitys
- Hillside
- Mineola

1 – teilweise im Fremont County

## Gliederung
Das Mills County ist in 13 Townships eingeteilt:
| - Anderson Township - Center Township - Deer Creek Township - Glenwood Township - Indian Creek Township | - Ingraham Township - Lyons Township - Oak Township - Plattville Township - Rawles Township | - St. Marys Township - Silver Creek Township - White Cloud Township |